# 4521 Akimov
4521 Akimov је астероид главног астероидног појаса чија средња удаљеност од Сунца износи 3,115 астрономских јединица (АЈ).
Апсолутна магнитуда астероида је 11,5.